# Campylotropis bonatiana
Campylotropis bonatiana là một loài thực vật có hoa trong họ Đậu. Loài này được (Pamp.) Schindl. miêu tả khoa học đầu tiên.